# Kuvera ligustri
Kuvera ligustri är en insektsart som beskrevs av Matsumura 1914. Kuvera ligustri ingår i släktet Kuvera och familjen kilstritar. Inga underarter finns listade i Catalogue of Life.